# 對不起 我愛你 謝謝你
《對不起 我愛你 謝謝你》（韓語：미안해 사랑해 고마워）是2015年10月28日上映的一部韓國劇情片，講述關於友情、愛情、親情充滿感動的三個故事，這三句平凡卻充滿價值的告白，為人生所帶來的不一樣色彩。由《美人圖：私情畫慾》導演全閏秀執導，池珍熙、金成均、成宥利、金永哲、李桂仁、郭智惠主演。

## 劇情大綱
喪妻刑警江明煥獨自扶養女兒，某日，女兒因意外車禍身亡，但肇事者卻逃之夭夭，痛失愛女的他誓言緝凶，他循線找到兇手女兒恩幼所在地，並進行埋伏，但恩幼自幼生病從未見過父親，她誤認明煥為父親，明煥也決定將錯就錯，進行這場復仇，本想報復的他，卻逐漸對恩幼產生父女情誼。
許泰永不僅是大明星韓徐靜的經紀人，更是偷偷暗戀她多年，除了生活大小事幫徐靜打理的穩穩當當，甚至替她愛惹麻煩的弟弟韓尚奎收拾善後，本以只要天天看到徐靜就可以弭補他喜歡她的心情，值到泰永因胃病進院，才發現自己時日不多。
崔江七和洪鍾九兩位是多年的歡喜冤家，年輕時也是拳擊場上的宿敵，年老的他們則在醫院偶然相遇。

## 演員陣容

### 主要人物
- 池珍熙 飾演 江明煥
- 金成均 飾演 許泰永
- 成宥利 飾演 韓徐靜
- 金永哲 飾演 崔江七
- 李桂仁 飾演 洪鍾九
- 郭智惠 飾演 宣恩幼

### 其他人物
- 徐康俊 飾演 韓尚奎[2]
- 姜信曉 飾演 李鍾赫
- 申旼澈（朝鲜语：신민철 (배우)） 飾演 秋室長
- 柳慧仁 飾演 智敏
- 金宣敬 飾演 朱仁英
- 李周妍 飾演 鄭惠美[3]
- 崔智苑 飾演 姜彩允
- 鄭殷杓 飾演 吳成根
- 鄭楨（朝鲜语：정진 (1976년)） 飾演 容植
- 林賢成 飾演 張組長
- 金在華 飾演 崔美妍
- 崔榮 飾演 洪俊一
- 鄭榮基 飾演 宣陽宇
- 尹大烈 飾演 仁奉
- 李載九（朝鲜语：이재구 (배우)） 飾演 宋組長
- 金秀妍 飾演 吳老師
- 鄭宇英 飾演 助理導演
- 李英恩 飾演 真率
- 南貞姬 飾演 陽平家
- 李姃垠 飾演 華順家
- 呂成旭（朝鲜语：어성욱） 飾演 陽平家兒子
- 鄭基燮（朝鲜语：정기섭） 飾演 戴帽子的男子
- 李璋元（朝鲜语：이장원 (성우)） 飾演 參考人
- 羅賢 飾演 主治醫生

### 特別出演
- 鄭雄仁 飾演 朴PD[4]

## 外部連結
- NAVER上《對不起 我愛你 謝謝你》的資料
- Daum上《對不起 我愛你 謝謝你》的資料

- movist電影 （页面存档备份，存于）
- 韩国电影数据库（KMDb）上《對不起 我愛你 謝謝你》的資料